# Березичский Стеклозавод (село)
Березичский Стеклозавод (Березичского Стеклозавода) — село в Козельском районе Калужской области. Входит в состав Сельского поселения «Село Березичский стеклозавод». До 1990 года имело статус посёлка.
Расположено примерно в 9 км к юго-востоку от города Козельск.
В селе расположен Березичский стекольный завод.

## Население
| 2002 | 2010  |
| ---- | ----- |
| 1846 | ↘1546 |

## Достопримечательности
- Мемориальный комплекс «Пограничникам всех поколений посвящается…». Открыт 28 мая 2021 года усилиями ветеранов пограничных органов России;